# Зудилово (Первомайский район)
Зуди́лово — село в Первомайском районе Алтайского края, расположено в северо-восточной части Алтайского края. Административный центр муниципального образования Зудиловского сельсовета.
Ближайшие города: Новоалтайск — 7 км, Барнаул — 33 км, Бийск — 159 км, Новосибирск — 198 км.

## Физико-географическая характеристика
Климат континентальный, зимы холодные, а лето теплое. Средняя температура января −19,9 °C, июля +19 °C. Годовое количество атмосферных осадков — 360 мм. Безморозный период длится 110—115 дней.
Преобладают смешанные и хвойные леса. Основные породы: сосна обыкновенная, береза, осина и другие лиственные породы. Кустарники: рябина и черемуха. На территории села протекает река Большая Черемшанка (приток Оби).
Условно село делится жителями на Старо-Зудилово и Ново-Зудилово, границей между ними служит федеральная автомобильная дорога Р256 «Чуйский тракт».

## История
Село основано в 1748 году. Близость к городу Барнаулу и удачное местоположение способствовали быстрому развитию села, поэтому еще в 19-м веке сюда переезжали горожане. Один из них — купец Иван Платонов, его и сегодня помнят зудиловцы, так как именно он построил в селе мельницу и основал конный завод. Здесь же была построена дача купца, ставшая основой нынешнего санатория «Сосновый бор». Зудилово стало первым из сёл Алтайского края, где появились электричество и телефон. Строительство Алтайской железной дороги (1915) придало новый импульс развитию села. Вместе со страной село переживало непростые годы гражданской войны, и драматические события 30-х годов.

## Население
| 1997  | 1998  | 1999  | 2000  | 2001  | 2002  | 2003  |
| ----- | ----- | ----- | ----- | ----- | ----- | ----- |
| 2913  | ↘2723 | ↗2843 | ↗2916 | ↗3065 | ↗3138 | ↗3148 |
| 2004  | 2005  | 2006  | 2007  | 2008  | 2009  | 2010  |
| ↘3063 | ↗3306 | ↗3446 | ↗3618 | ↗3757 | ↗3933 | ↗4025 |
| 2011  | 2012  | 2013  | 2021  |       |       |       |
| ↘4024 | ↗4162 | ↗4326 | ↗5155 |       |       |       |

## Транспорт
Через село проходят две железные дороги, соединяющих запад и восток России, а также Федеральная автомобильная дорога Р256 «Чуйский тракт» сообщением Новосибирск-Бийск-Ташанта.
Прямое сообщение с городом Новоалтайск и с городом Барнаул обеспечивают: междугородний транспорт, маршрутные автобусы и электрички.

## Экономика и инфраструктура
Работает почтовое отделение, отделение Сбербанка. В селе есть школа, строительные, агрофирмы и крестьянские хозяйства, коммунальные, бытовые, сервисные предприятия, хорошо развита торговая сеть. В селе детский сад, филиал Первомайской детской музыкальной школы № 2, Зудиловский Дом культуры, библиотека, аптечные пункты, врачебная амбулатория и другие учреждения.
На территории села расположен санаторий «Сосновый Бор», детский оздоровительный лагерь «Орленок» и лыжная база, функционируют несколько продовольственных магазинов, в том числе магазин «Мария-Ра» и «Аникс». Ввиду близости Новоалтайска и Барнаула, многие жители села имеют возможность найти работу в близлежащих городах.
В 2019 году полностью закончена газификация села.

## Галерея

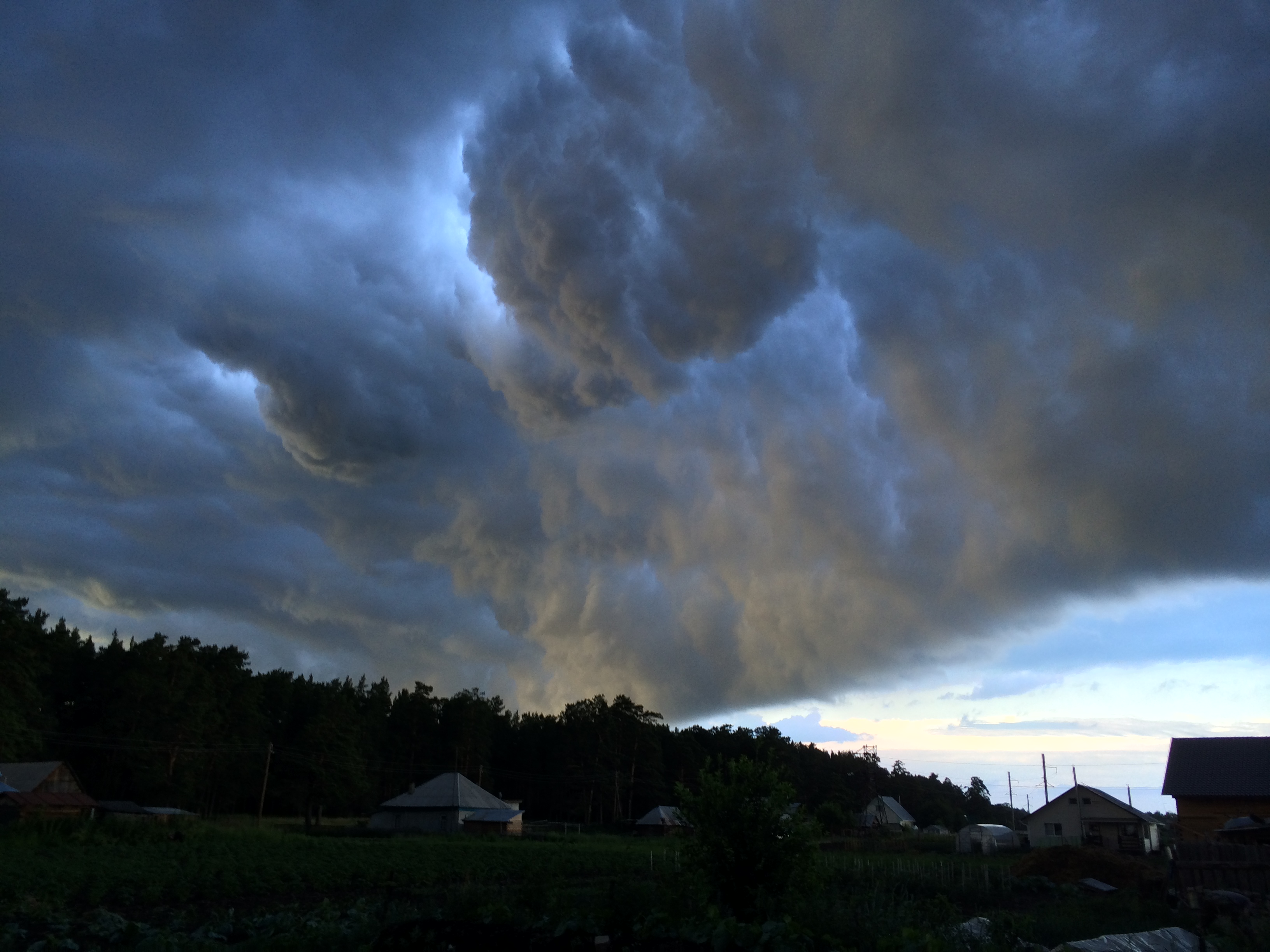
Гроза в селе Зудилово
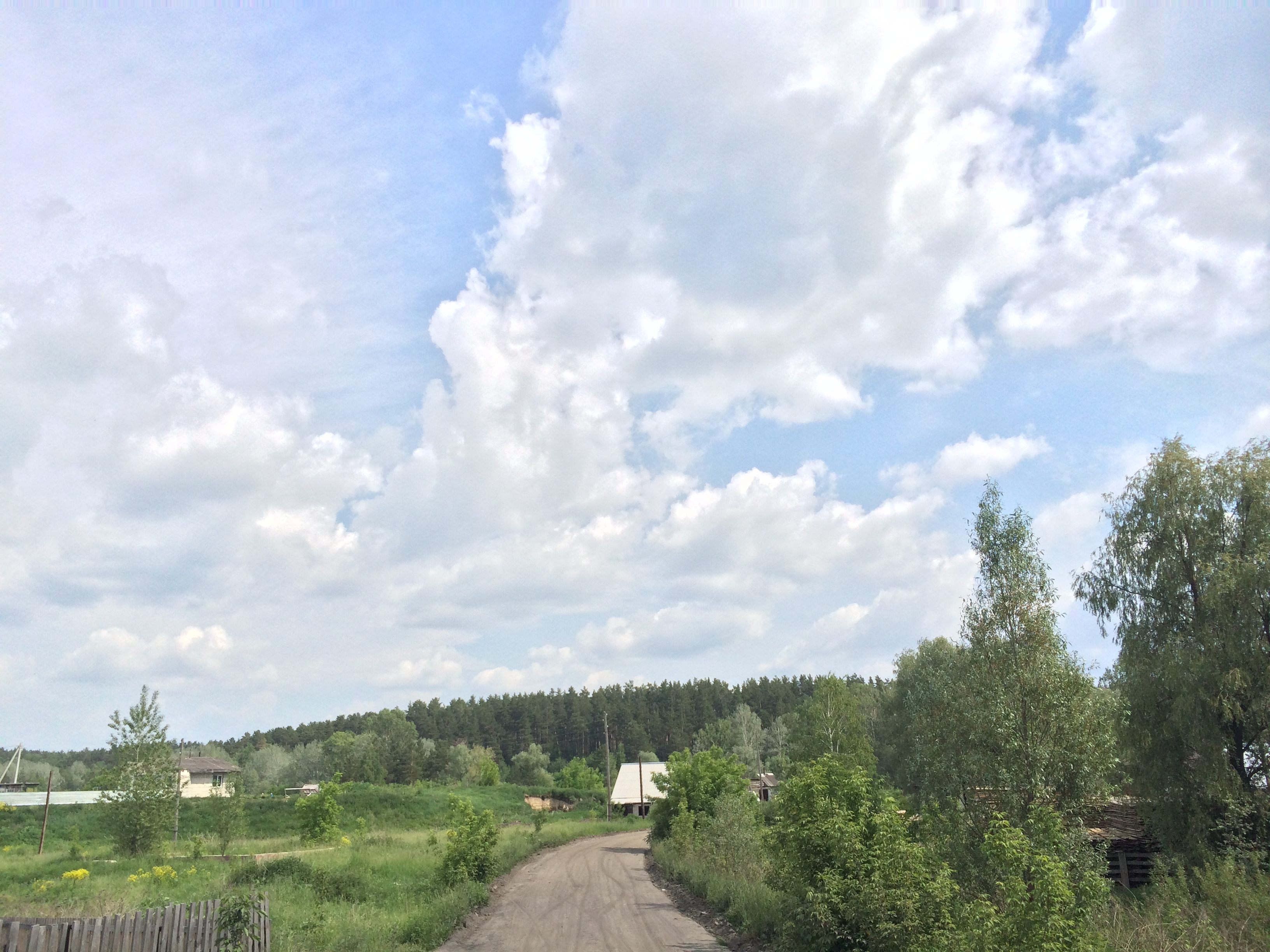
Лето в Зудилово
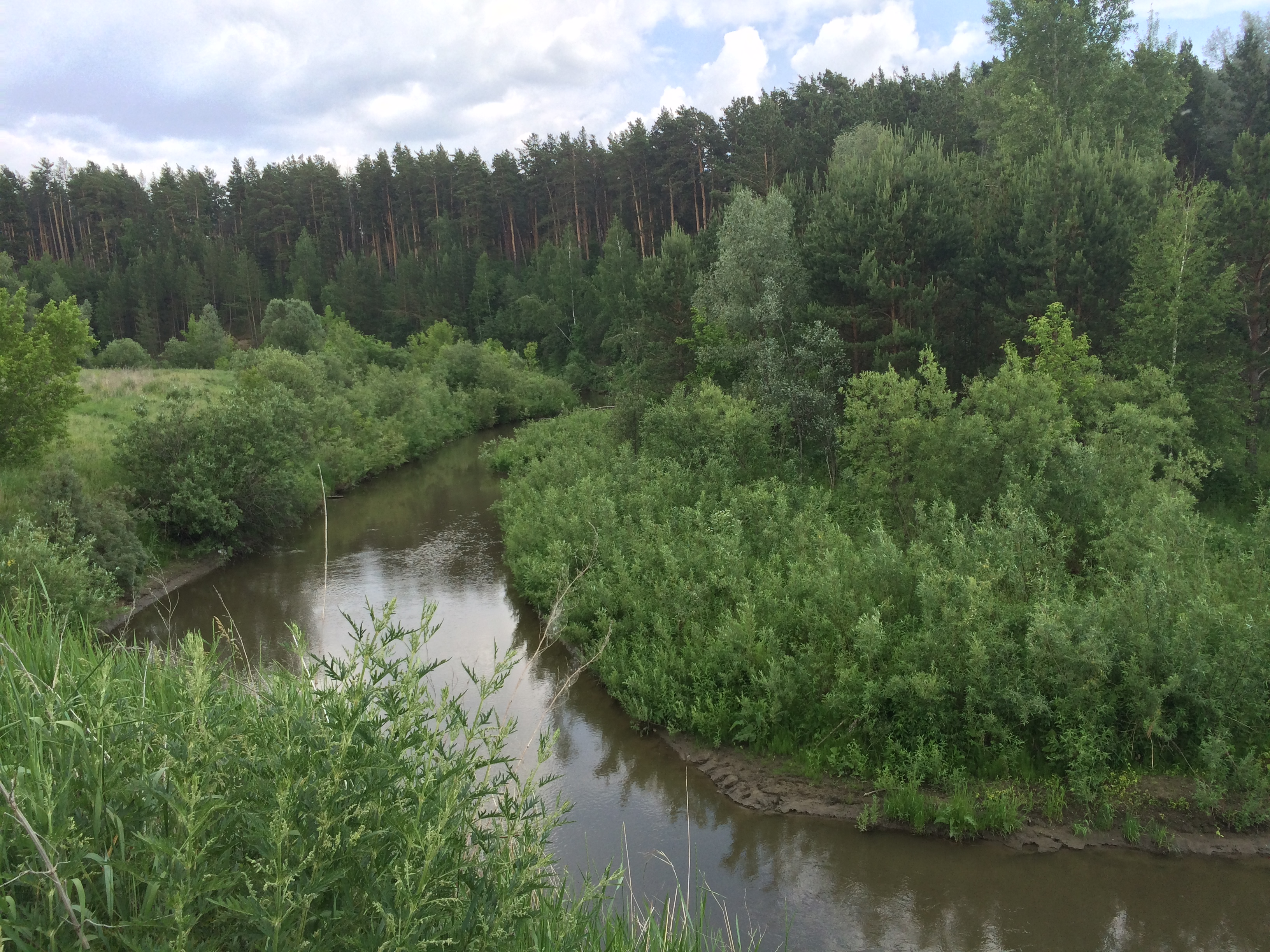
Река Большая Черемшанка в селе Зудилово
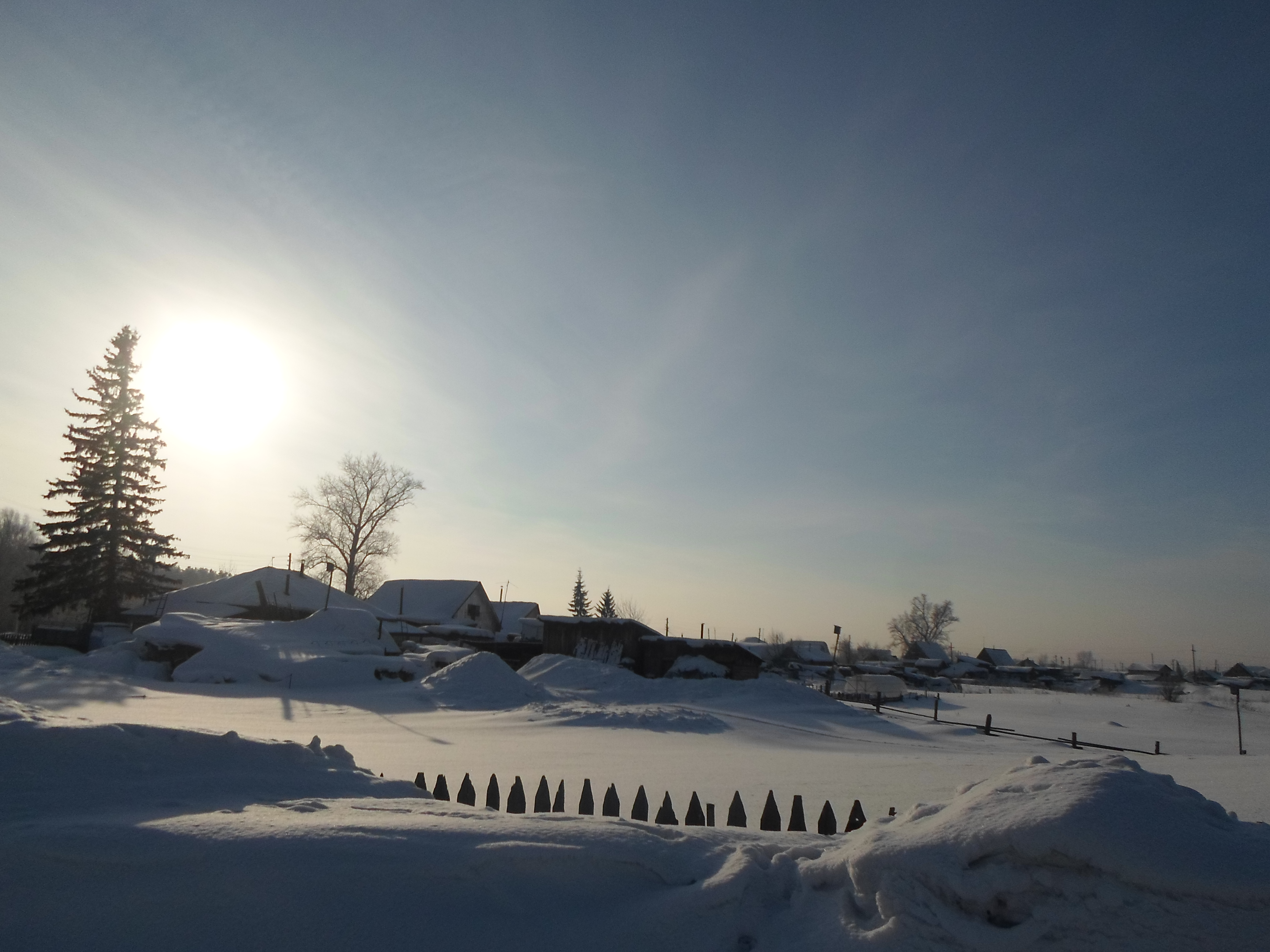
Морозный солнечный день в Зудилово
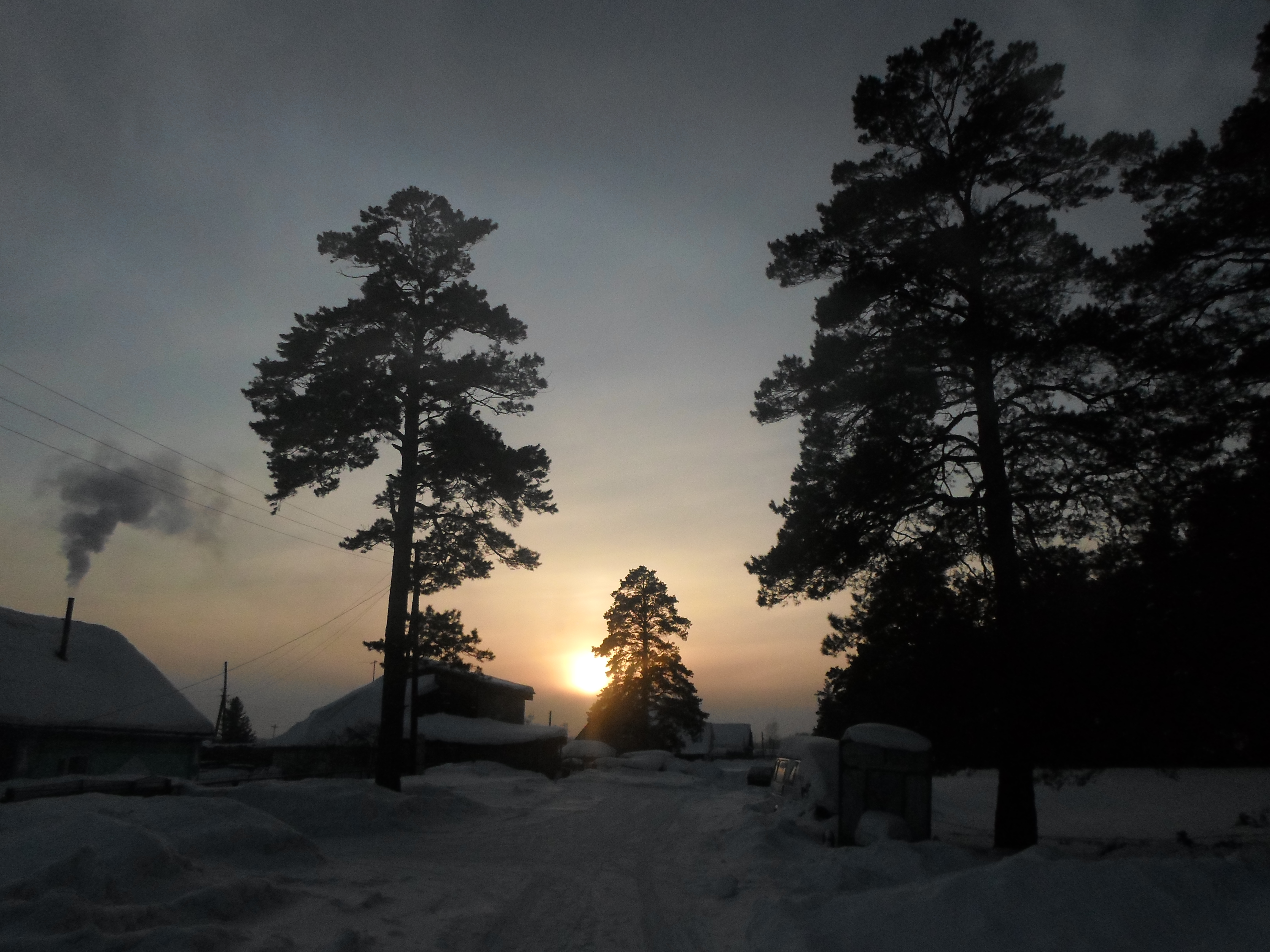
Закат на Лесной улице
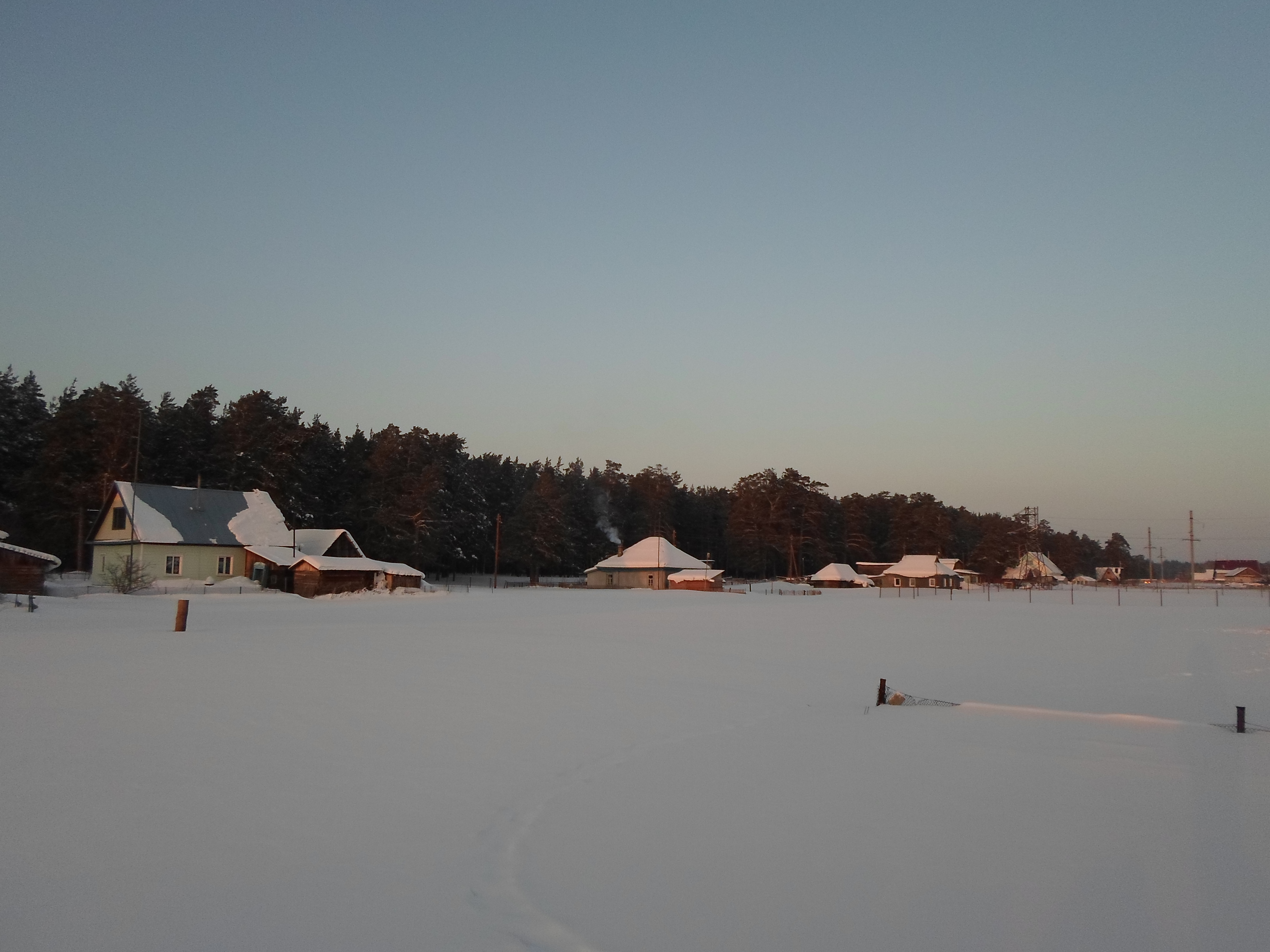
Дома по Лесной улице